# Sandra Strunz
Sandra Strunz (* 1968 in Hamburg) ist eine deutsche Theaterregisseurin.

## Werdegang
Sandra Strunz studierte Regie bei Jürgen Flimm an der Universität Hamburg.
Erste Regiearbeiten entstanden auf Kampnagel in Hamburg und in der Kaserne Basel. Danach inszenierte Strunz unter anderem am Thalia Theater Hamburg,  am Staatstheater Stuttgart, am Schauspiel Frankfurt, am Schauspiel Hannover, am Schauspielhaus Zürich, am Deutschen Schauspielhaus Hamburg und am Staatsschauspiel Dresden. In den letzten Jahren arbeitete sie am Theater Bonn, dem Staatstheater Darmstadt, dem Nationaltheater Mannheim sowie am Stadttheater Gießen.
Von 2012 bis 2016 war sie Honorarprofessorin an der Akademie für Darstellende Kunst Baden-Württemberg und leitete dort den Studiengang Theaterregie.

## Werke (Auswahl)
- 2011: Falling Man, nach Don DeLillo, Thalia Theater Hamburg[9]
- 2016: Buddenbrooks, nach dem Roman von Thomas Mann, Theater Bonn[4]
- 2018: Der Elefantengeist, von Lukas Bärfuss, Nationaltheater Mannheim[6]
- 2019: Wir werden mutig gewesen sein, Staatstheater Darmstadt[10]